# Гамбург-Лангенгорн
Лангенгорн (нім. Langenhorn) — частина району Гамбург-Північ вільного та ганзейського міста Гамбург. 25 січня 1332 року місцевість була продана Гамбургу графом Гольштейну. Відтоді Лангенгорн є частиною Гамбурга.